# Kaj Sierhuis
Kaj Sierhuis (Atenas, 27 de abril de 1998) es un futbolista neerlandés que juega de delantero en el Fortuna Sittard de la Eredivisie.

## Trayectoria
Sierhuis comenzó su carrera deportiva en el Jong Ajax en 2016.
Durante la temporada 2018-19 debutó con el Ajax de Ámsterdam en la Eredivisie, siendo cedido al F. C. Groningen también esa misma temporada.

### Stade de Reims
En enero de 2020 fichó por el Stade de Reims de la Ligue 1.

## Selección nacional
Sierhuis fue internacional sub-16, sub-18, sub-19, sub-20 y sub-21 con la selección de fútbol de los Países Bajos.

## Clubes
| Club                     | País         | Año       |
| ------------------------ | ------------ | --------- |
| Jong Ajax                | Países Bajos | 2016-2020 |
| F. C. Groningen (cedido) | Países Bajos | 2018-2019 |
| Stade de Reims           | Francia      | 2020-2023 |
| Heracles Almelo (cedido) | Países Bajos | 2021-2022 |
| Fortuna Sittard          | Países Bajos | 2023-     |